# 남부주 (바레인)

남부주의 위치

남부주(아랍어: المحافظة الجنوبية)는 바레인을 구성하는 4개 주 가운데 하나이다. 바레인에서 면적이 가장 크고 인구가 가장 적은 주이다. 바레인섬 남부와 하와르 군도를 관할한다.
72.0%의 바레인의 크기다.